# 亞納蘭格拉山
14°26′03″S 71°01′36″W / 14.43417°S 71.02667°W
亞納蘭格拉山（Yana Ranra），是秘魯的山峰，位於該國南部庫斯科大區，由拉約區和馬蘭加尼區負責管轄，屬於拉亞山脈的一部分，海拔高度約5,000米。